# Le Bosc (Hérault)
Le Bosc è un comune francese di 1 195 abitanti situato nel dipartimento dell'Hérault nella regione dell'Occitania.

## Società

### Evoluzione demografica
Abitanti censiti